# Ferrari SP FFX
Ferrari SP FFX – samochód sportowy klasy wyższej typu one-off wyprodukowany pod włoską marką Ferrari w 2014 roku.

## Historia i opis modelu
Na początku 2014 roku Ferrari przedstawiło trzeci w dziejach uruchomionego programu Special Products unikatowy model samochodu, który zbudowany został na specjalne zamówienie klienta z Japonii. Tym razem personalia nabywcy nie zostały ujawnione, a samochód nie miał oficjalnej premiery - poprzestano na zamkniętej prezentacji zorganizowanej w Tokio.
SP FFX powstał w oparciu o seryjne Ferrari FF, dzieląc z nim nie tylko podzespoły techniczne i silnik, ale i kluczowe elementy nadwozia i bryłę. Wyjątkiem było jedynie zakończenie tyłu, które zamiast stylu shooting brake przyjęło klasyczną postać 2-drzwiowego coupe z łagodnie opadającym dachem. Charakterystycznymi elementami SP FFX zostało dwubarwne malowanie nadwozia, gdzie czerwony wznbogacono białymi akcentami na czele z przeprojektowaną atrapą chłodnicy, a także słupkami, progami i alufelgami.
Wzorem technicznej bazy, Ferrari SP FFX wyposażone zostało w wolnossący, benzynowy silnik typu V12 o pojemności 6,3 litra, który rozwinął moc maksymalną 651 KM przy 504 Nm maksymalnego momentu obrotowego.

### Sprzedaż
Ferrari SP FFX, zgodnie z założeniami specjalnej serii Special Products, zbudowany został w jednej sztuce na specalne, indywidualne zamówienie nabywcy z Japonii. Włoskie przedsiębiorstwo nie wskazało szczegółowej ceny, na której opiewała transakcja z 2014 roku.

### Silnik
- V12 6.3l 651 KM